# Ispaster
Ispaster är en kommun i Spanien. Den ligger i Biscayaprovinsen i den autonoma regionen Baskien i norra delen av landet, 300 km norr om huvudstaden Madrid. Antalet invånare är 712 (2024). Arean är 22,98 kvadratkilometer. Ispaster gränsar till Ea, Ereño, Nabarniz, Gizaburuaga, Amoroto, Mendexa och Lekeitio. 